# Große Wasserweihe

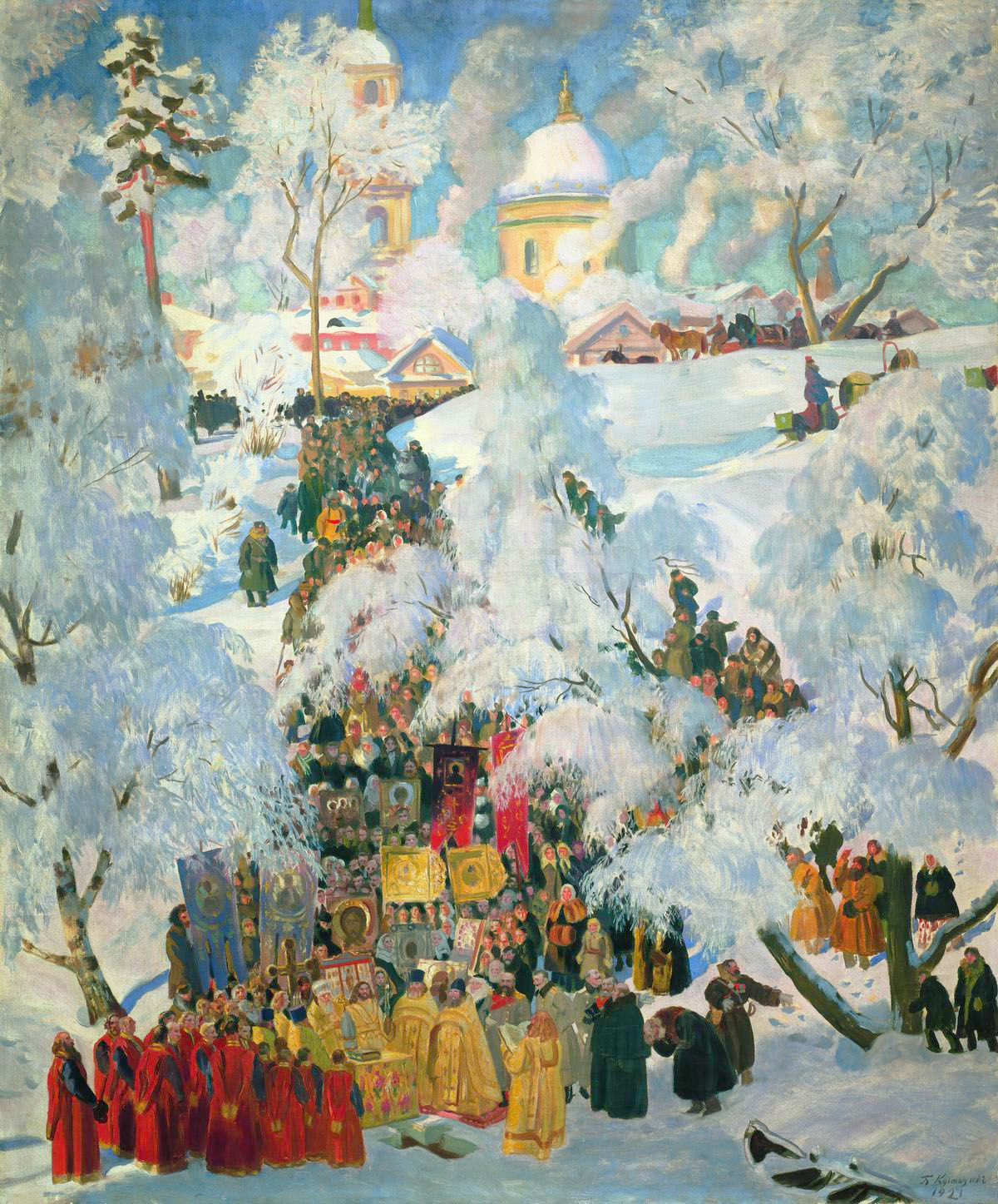
Boris Kustodijew, Gemälde Die Große Wasserweihe (1921).

Die Große Wasserweihe (mittelgriechisch Μεγάλος Ἀγιασμός, russisch Великое освящение воды) ist ein christlicher Gottesdienst, der an einem der wichtigsten Feiertage im Kirchenjahr der orthodoxen Kirche und anderer Ostkirchen
stattfindet. Dieser wird zum Gedenken der Taufe Jesu am Tag der Erscheinung des Herrn am 6. Januar gefeiert. Dabei spricht der Bischof oder Priester ein großes Segensgebet (Μέγας εἶ κύριε ..., Groß bist Du, Herr ...) und taucht drei Mal das Kreuz in Wasser ein, womit er nicht allein das Wasser, sondern durch das Wasser die gesamte Schöpfung segnet. Beim Wasser kann es sich um solches in einem Behältnis (Topf, Becken) handeln oder aber um eine Quelle, einen Fluss, See oder das Meer. In vorliegendem Artikel wird hauptsächlich die Zeremonie an einem Gewässer beschrieben.

## Geschichte
Der Gottesdienst der Großen Wasserweihe wird zum Gedenken der Taufe Jesu durch Johannes den Täufer  am Tag der Erscheinung des Herrn (Epiphanias, mittelgriechisch Ἐπιφάνεια, russisch праздник Крещения / Богоявления) zelebriert, die im Christlichen Osten als Theophanie (mittelgriechisch Θεοφάνια, russisch Богоявление) bezeichnet wird. Ihren Ursprung hat die Große Wasserweihe in der frühchristlichen Kirchenpraxis, wobei es damals noch keine festen Regeln gab, wann und wo genau sie zu welchen Anlässen durchzuführen war, wohl aber für den Ablauf, der immer gewisse Gebete und das Eintauchen des Kreuzes in das Wasser vorsah. 
Heute wird die Große Wasserweihe am 6. Januar gefeiert (fällt, wo nach dem Julianischen Kalender begangen, auf den 19. Januar des Gregorianischen). Durch die Taufe Jesu im Jordan wurde das Wasser dieses Flusses und jedes Flusses gesegnet. Deshalb werden mit der Großen Wasserweihe bis heute die ganze Natur und Schöpfung geweiht, während mit der Kleinen Wasserweihe ( Μικρός Ἀγιασμός, russisch Малое освящение воды) in der Kirche oder in einem Haushalt ausschließlich die damit besprengten Gläubigen oder Gegenstände gesegnet werden.

## Geographische Verbreitung

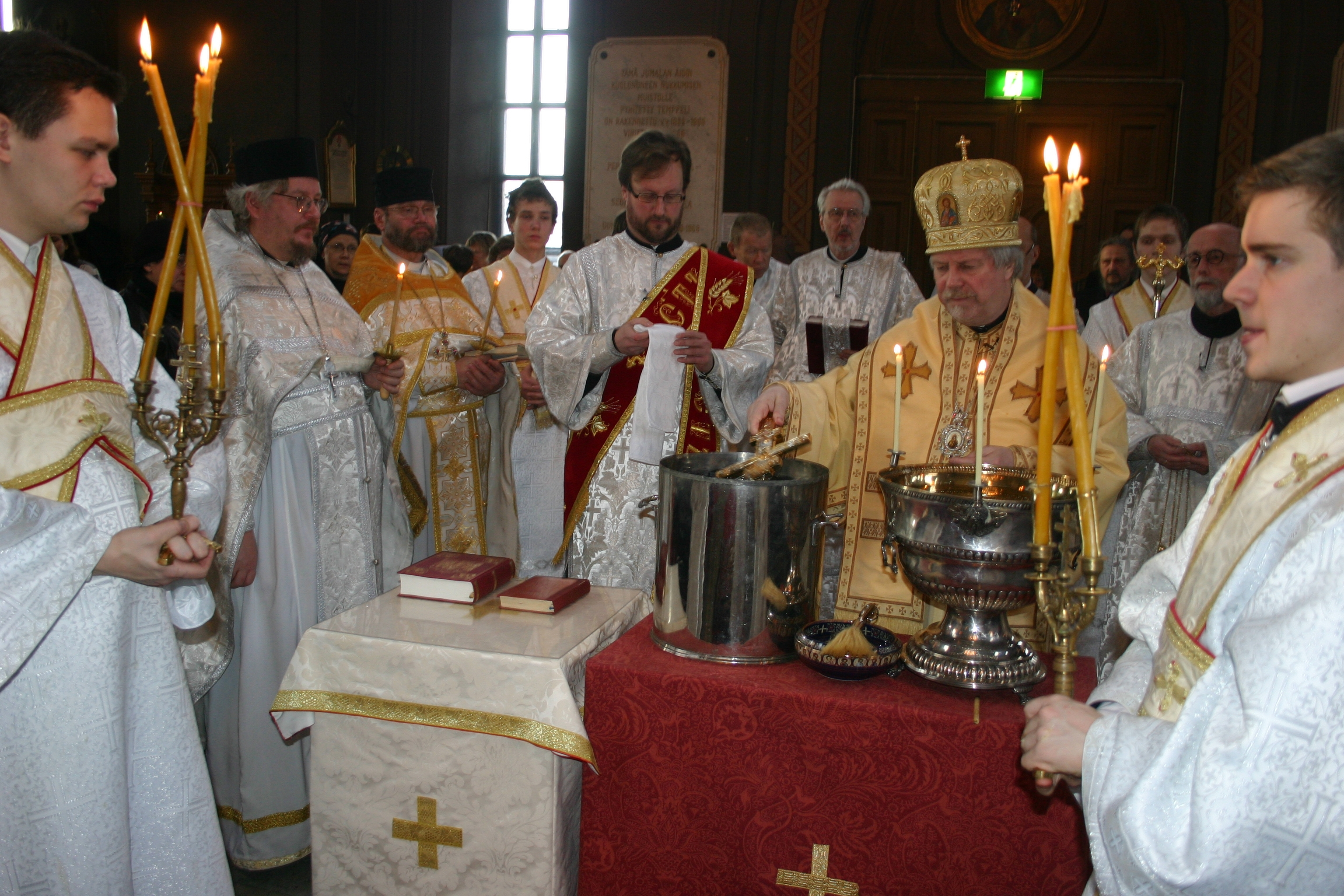
Große Wasserweihe in einer Kathedrale

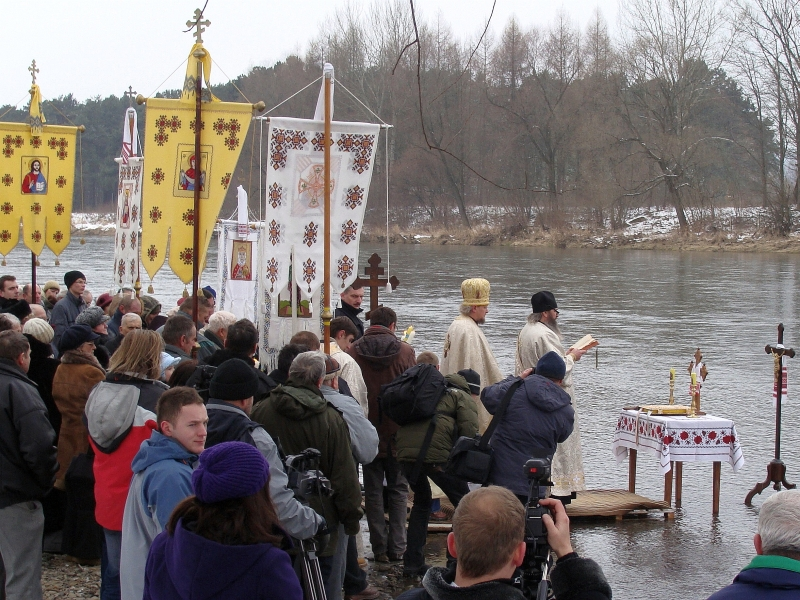
Große Wasserweihe an einem Fluss, Segensgebet

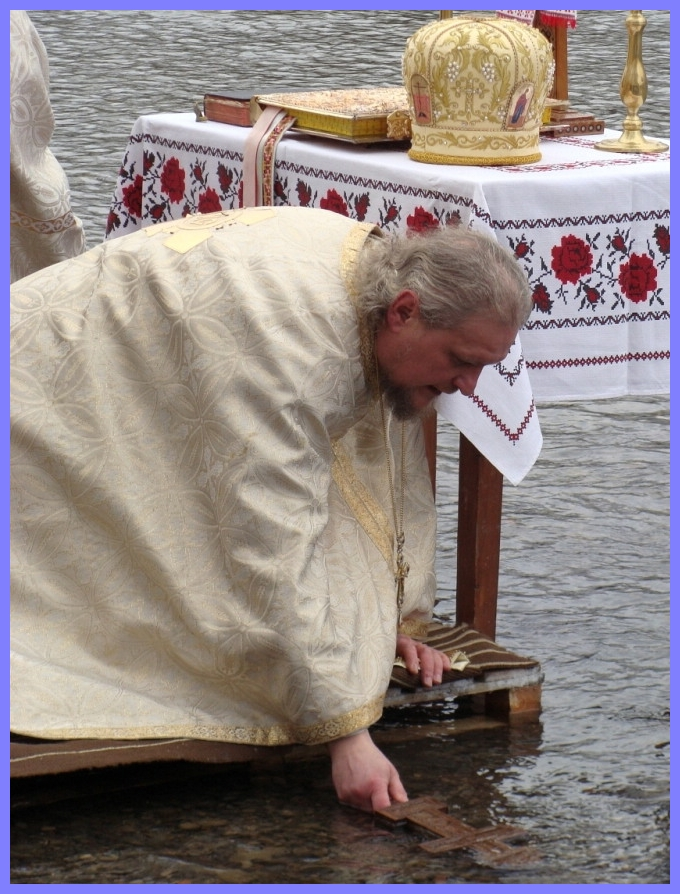
Große Wasserweihe an einem Fluss, Eintauchen des Kreuzes

Die Große Wasserweihe kam vom Vorderen Orient über Konstantinopel nach Osteuropa, im Laufe der Jahrhunderte sogar bis nach Süditalien, das lange unter der Herrschaft von Konstantinopel lebte. Während der Jordan im Nahen Osten ganzjährig warmes Wasser führt und eine Taufe im Januar durchaus nachvollziehbar ist, fällt der festliche Tag in den Ländern der russischsprachigen orthodoxen Gläubigen mitten in den strengsten Winter. In Russland muss deshalb oft erst ein Loch ins Eis geschlagen werden, damit der orthodoxe Priester mit dem Kreuz das Wasser segnen kann.
In Moskau besuchen jeweils rund 150.000 Menschen die feierlichen Gottesdienste am Vorabend, 36.000 nehmen an den nächtlichen Gottesdiensten teil. Danach sorgen rund 3.000 Polizisten sowie Rettungsteams des Zivilschutzes an den 15 eigens eingerichteten Badestellen in der russischen Hauptstadt für die Sicherheit der Gläubigen.
Auch in den deutschsprachigen Ländern feiern orthodoxe Gläubige an vielen Orten die Große Wasserweihe.
- In Österreich findet die öffentliche Große Wasserweihe seit 2007 statt.[4] Der Gottesdienst wird von der griechisch-orthodoxen Metropolis von Austria (Ökumenisches Patriarchat) am Wiener Donaukanal in der Nähe der Dreifaltigkeitskathedrale veranstaltet. An diesem nahmen in den ersten Jahren auch die rumänische orthodoxe und die bulgarische orthodoxe Kirche teil. Seit 2016 zelebriert Metropolit Arsenios von Austria jedes Jahr eine Große Wasserweihe auch am burgenländischen Zicksee in St. Andrä. 2021 und 2022 fiel die Feier dort aufgrund der COVID-19-Pandemie aus; 2023 wurde sie wieder durchgeführt, obwohl der See mittlerweile ausgetrocknet war.[5]
- In der Schweiz zelebrierten 2002 rund 1.000 Gläubige erstmals eine griechisch-orthodoxe Segnung der Limmat und des Zürichsees. Im Januar 2004 fand erstmals eine ökumenische orthodoxe Wasserweihe statt, die seither unter Leitung der Russischen Orthodoxen Kirche jährlich am Zürichhorn gefeiert wird.[6]

## Ablauf der Feier
Die Große Wasserweihe ist Teil des orthodoxen Gottesdienstes. Das hierauf folgende Eintauchen von Menschen in fließende Gewässer ist der Volksfrömmigkeit zuzuordnen.
Die Gemeinde versammelt sich mit Prozessionsfahnen, mit der Festtags-Ikone, dem Kreuz und dem Evangeliar an einem Fluss oder See. Der Priester legt das Kreuz und das Evangelienbuch auf ein Analogion, dann werden Kerzen an die Gläubigen verteilt und angezündet. Der Priester beräuchert den Tisch, die Festtags-Ikone und alle Gläubigen, während die Liturgie gesungen wird. Dann taucht der Priester das Kreuz drei Mal in das Gewässer, das an diesem Tag mit seinem Wasser die ganze Schöpfung weiht. Die erwachsenen Gläubigen tauchen vielfach nacheinander in das Gewässer. In den russischsprachigen Ländern tauchen oft Mütter ihre Säuglinge in das eiskalte Wasser.
In den südlicheren Ländern wirft der Priester zum Schluss ein orthodoxes Kreuz in den Fluss oder ins Meer, nach dem die Jugendlichen tauchen. Wer das Kreuz im tiefen Wasser findet, erhält den gesonderten Segen und besucht danach mit dem Kreuz alle Haushalte. Dort erhält er Weihnachtsgebäck und ein paar Münzen.
In allen Ländern nehmen die orthodoxen Gläubigen das bei der Großen Wasserweihe gesegnete Wasser in Flaschen mit nach Hause. Sie segnen damit ihre Wohnungen, die Haustiere und besondere Güter. Das gesegnete Wasser soll nicht verderben, selbst wenn es ein Jahr lang in der Flasche neben der Ikone im Haus steht. Benutzt wird es in großer Not, bei Krankheit oder Angst.

## Weblink
- Byzantinische liturgische Ordnung der Großen Wasserweihe mit Texten (deutsch)